# Moritz Tintner
Moritz Tintner (ur. 23 września 1843 w Sławkowie, zm. 2 czerwca 1906 w Bolesławcu) – żydowski kantor, kaznodzieja, nauczyciel.

## Życiorys
Urodził się w Sławkowie. Studiował śpiew, muzykę oraz język hebrajski w Brnie, Pradze i Wiedniu oraz ukończył studia jako kantor na Węgrzech. Pracował jako nauczyciel, kantor i kaznodzieja w Hotzenplotz. W latach 1863–1869 był rabinem w St. Pölten. Pracował również w Cleveland w stanie Ohio. W połowie lat 70. XIX w. przyjechał do Bolesławca, gdzie pracował jako kantor i kaznodzieja. Tintner publikował eseje na temat wychowania, jest również autorem antologii zawierających utwory śpiewane podczas nabożeństw żydowskich.
Tintner stworzył wzorcowe nabożeństwo dla synagogi w Bunzlau z kompozycjami Sulzera i Lewandowskiego oraz własnymi utworami.

## Publikacje
- Szire Israel: gottesdienstliche Gesänge, Bunzlau 1877.
- Hadrat Kodesz, Bunzlau 1889.
- Synagogale Gesänge: für dreistimmigen gemischten Chor